# عارف الساعدي
عارف الساعدي، شاعر عراقي ولد عام 1975 في بغداد. هو عضو اتحاد الأدباء والكتاب في العراق، حاصل على شهادة في الأدب العربي الحديث سنة 2007. أصدر كتاباً نقدياً سنة 2007، بعنوان (شعرية اليومي) تناول فيها شعر الشاعر عدنان الصائغ.

## السيرة الذاتية
- ولد الشاعر العراقي عارف الساعدي عام 1975 في بغداد.
- عضو اتحاد الأدباء والكتاب في العراق.
- حاصل على شهادة في الأدب العربي الحديث سنة 2007، وطالب دكتوراه في الجامعة المستنصرية.
- كان أول رئيس لرابطة الرصافة للشعر العربي، وفاز بالمركز الأول في مسابقة الصدى (المبدعون) للشعر في دبي عام 2000، وفاز بالمركز الثاني بمسابقة الشاعرة سعاد الصباح للشعراء الشباب سنة 2004.
- أصدر مجموعته الشعرية الأولى بعنوان (رحلة بلا لون) عن دار الشؤون الثقافية بغداد سنة 1999،[2] كما أصدر الشاعر كتاباً نقدياً سنة 2007، بعنوان (شعرية اليومي) تناول فيها شعر الشاعر عدنان الصائغ، وأصدر مجموعته الثانية عن سلسلة نخيل عراقي بعنوان (عمره الماء) 2009.
- هو من مؤسسي حركة (قصيدة الشعر) في العراق،[3] ومن أحد الموقعين على بيان (قصيدة الشعر) سنة 2002،[4]
- شارك في العديد من المهرجانات الشعرية في العراق، ومنها مهرجان المربد لدورات عدّة ومهرجان الحبوبي ومهرجان المتنبي ومهرجان الجواهري، وشارك في مهرجانات عربية عديدة في الأردن وسورية ودبي وإيران، وهو أيضًا مقدم ومعد برامج ثقافية في قناة الحرة - عراق.[1]
- شارك في لجنة تحكيم برنامج «معلقة 45» عام 2023م.[5]

## المؤلفات
- رحلة بلا لون، دار الشؤون الثقافية، 1999.[2]
- شعرية اليومي، 2007.
- عمره الماء، 2009.
- جرة أسئلة، 2013.
- لغة النقد الحديث في العراق: من المقالية إلى النسقية، 2014.[6]
- مدونات، 2015.[7]
- الأعمال الشعرية، 2018.
- آدم الأخير، 2018.
- زينب (رواية)، 2021.
- غيمة في قميص، 2021.[8]
- قصائد العائلة، 2022.[1][9]

## الجوائز
- المركز الأول في مسابقة الصدى (المبدعون) للشعر في دبي عام 2000.
- المركز الثاني بمسابقة الشاعرة سعاد الصباح للشعراء الشباب سنة 2004.[10][11]